# Taneron
Tanneron (en francès Tanneron) és un municipi francès situat al departament del Var i a la regió de Provença – Alps – Costa Blava.

## Demografia
| 1962                                       | 1968 | 1975 | 1982 | 1990  | 1999  | 2006  |
| ------------------------------------------ | ---- | ---- | ---- | ----- | ----- | ----- |
| 512                                        | 525  | 586  | 808  | 1.157 | 1.309 | 1.453 |
| Des de 1962: població sense dobles comptes |      |      |      |       |       |       |

## Administració
| Període | Identitat      | Partit |
| ------- | -------------- | ------ |
| 2001-   | Robert Trabaud |        |